# Towarzystwo Ubezpieczeń Wzajemnych „Dnister”

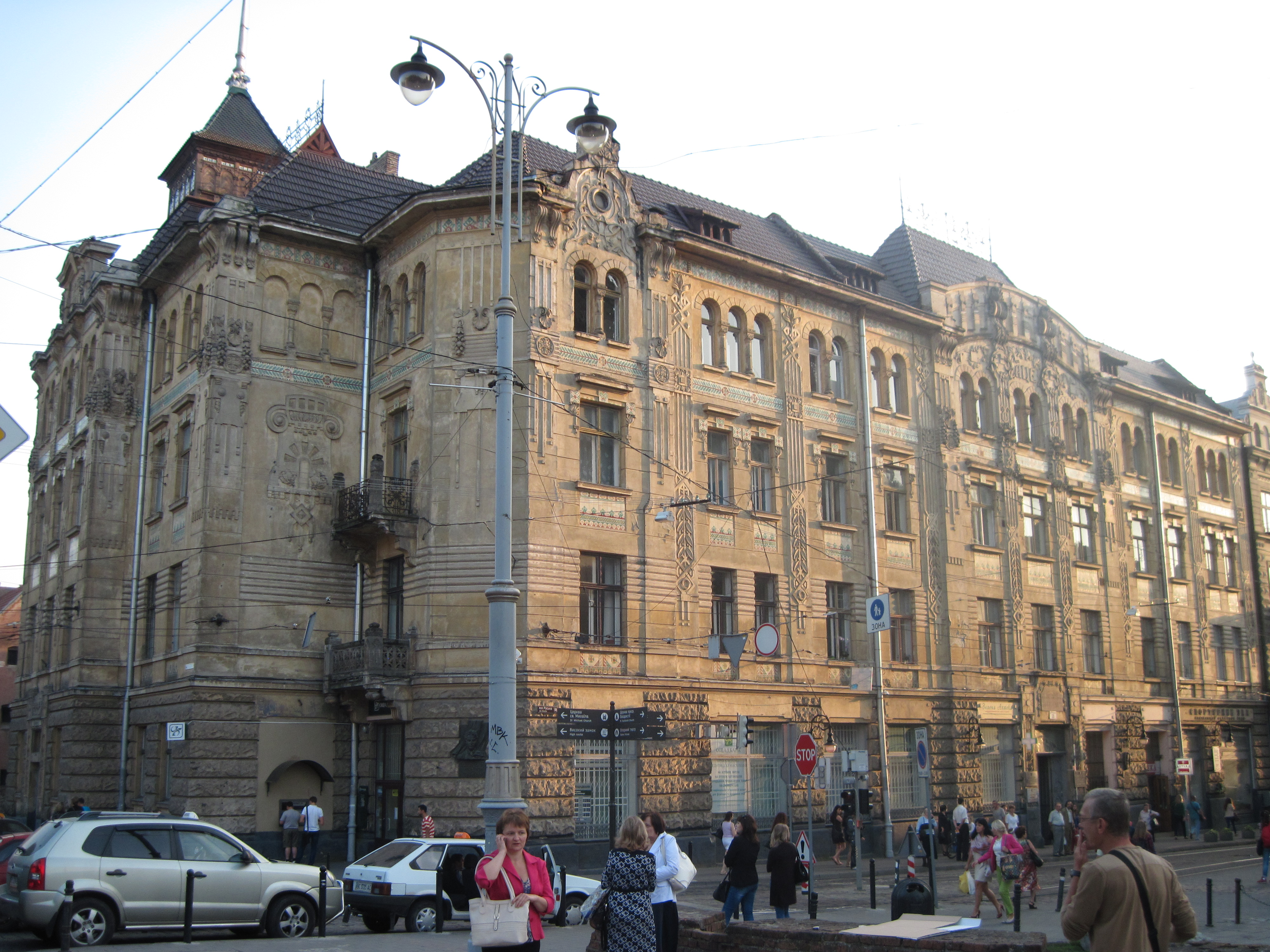
Gmach Towarzystwa Ubezpieczeniowego „Dnister” przy ul. Ruskiej we Lwowie

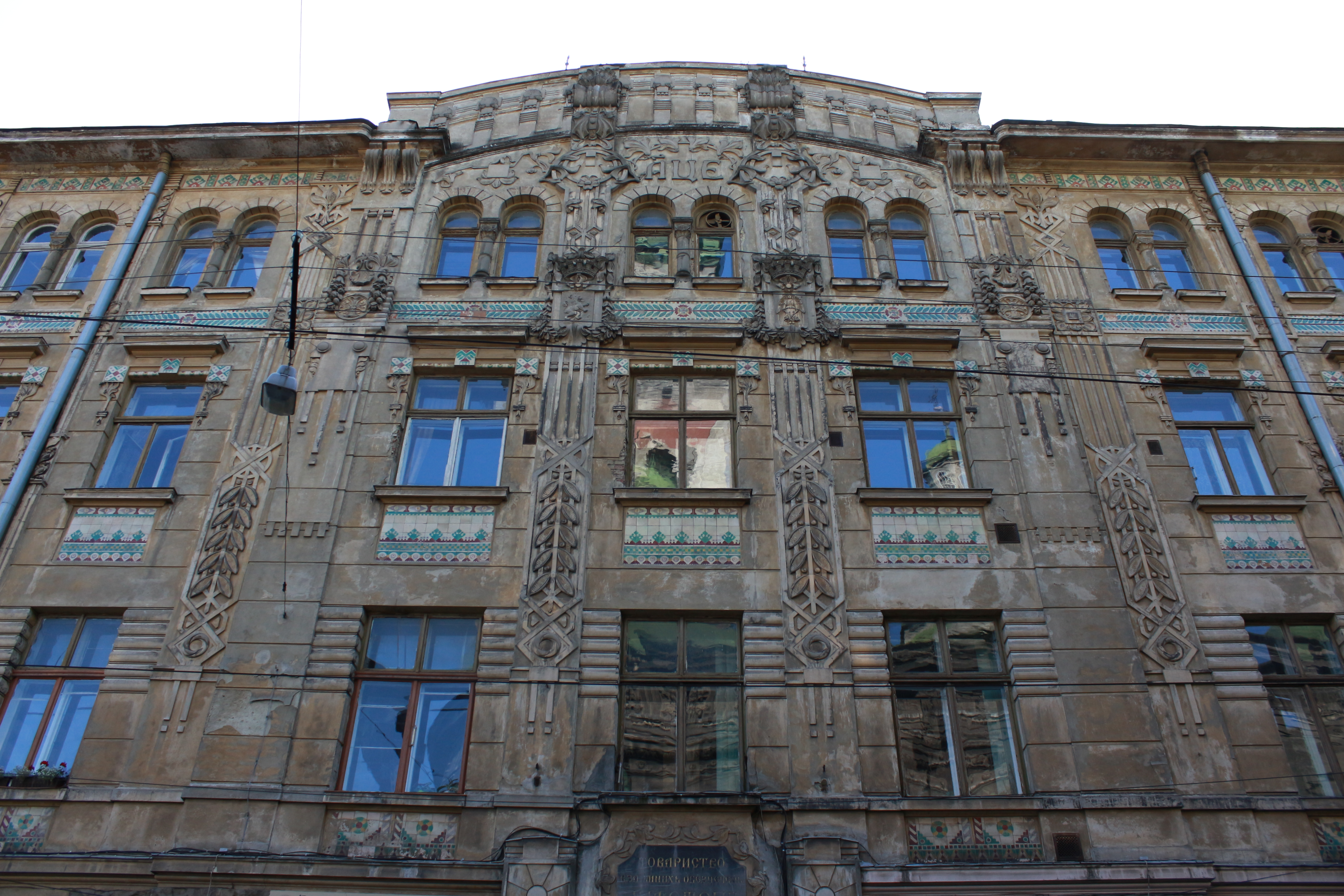
Fasada gmachu Towarzystwa Ubezpieczeniowego "Dnister"

Towarzystwo Ubezpieczeń Wzajemnych „Dnister” – ukraińska instytucja ubezpieczeniowa i kredytowa działająca w latach 1891–1939 i wspierająca rozwój ukraińskiego ruchu spółdzielczego.
Istotnym i ważnym obszarem działalności gospodarczej w Galicji był rynek ubezpieczeń. Pierwotną przyczyną powołania tego typu instytucji były nękające kraj klęski żywiołowe (pożary, gradobicia), powodujące ogromne straty materialne, a w sferze społecznej konieczność zapewnienia pracownikom i ich rodzinom świadczeń na wypadek choroby, kalectwa czy też śmierci. Pierwszą taką instytucją w Galicji, która odniosła zresztą spory sukces gospodarczy było założone w 1860  w Krakowie Towarzystwa Wzajemnych Ubezpieczeń, od godła tej organizacji zwane popularnie "Florianką". Zachęceni tym działacze najpierw staroruscy a potem ukraińscy podjęli  kilka prób utworzenia takiej instytucji, jednak były one torpedowane zarówno przez rząd w Wiedniu (z uwagi na obawy przed przekształceniem instytucji w agendę rosyjskiego wywiadu służącą przekazywaniu pieniędzy na wspieranie ruchu moskalofilskiego), jak i Namiestnictwo Galicji obawiające się z kolei wzmocnienia ruchu ukraińskiego.
Dopiero inicjatywa podjęta przez Damiana Sawczaka który uzyskał poparcie ówczesnego Namiestnika Galicji Kazimierza Badeniego zaowocowała powstaniem ukraińskiego Towarzystwo Ubezpieczeń Wzajemnych „Dnister”. Założone zostało one na mocy reskryptu 1891 1 22.751, c k. Ministerstwa Spraw Wewnętrznych z dnia 8. grudnia 1891. Ukonstytuowało się na walnym zgromadzeniu dnia 20. czerwca 1822 i rozpoczęło swą działalność z dniem 15 września 1892. Kapitał zakładowy Towarzystwa stanowiło 50 000 złotych podzielony na 50 udziałów po 100 zł każdy). Początkowo jej głównym celem było "ubezpieczenie nieruchomości i ruchomości przeciw szkodom ogniowym". Rozwijało się bardzo dynamicznie. Do 1898 wydało Towarzystwo 63.314 ważnych polis na sumę ubezpieczonej wartości 34 038.084 zł z premią 289 521 zł. Ubezpieczenia te pochodziły z 2974 miejscowości w 59 powiatach wschodniej Galicji i 7 powiatach Bukowiny. W 1912 wydał "Dnister" 272 204 ważnych polis na 312 488 koron. Ubezpieczenia te pochodziły z 3.890 gmin w 69 powiatach politycznych Galicji i w 11 powiatach Bukowiny. 1 lipca   1895 rozszerzono działalność tworząc dla dotychczasowych członków Towarzystwa Ubezpieczeń - Towarzystwo wzajemnego kredytu „Dniestr", z ograniczoną poręką.
Kierownictwo i personel Towarzystwa stanowili wyłącznie Ukraińcy. Prezesem honorowym był najpierw arcybiskup Sylwestr Sembratowycz a od 1901 r. arcybiskup Andrij Szeptyckyj. Dyrekcję Towarzystwa w latach 1892–1918 stanowili dyrektorzy: Damian Sawczak (1892–1908) Wołodymyr Szuchewycz (1908–1915), Stepan Fedak (1892–1918) Jarosław Kułaczkiwskyj (1892–1909), Jewhen Ołesnycki (1909–1917). a od 1906 także ich zastępcy: Wołodymyr Ochrymowycz (1906–1918), Roman Załozieckyj (1906–1918), Tytus Rewakowicz (1906–1912) i Jehwen Ozarkewycz (1912–1918). Prezydium Rady Nadzorczej stanowili: Teofil Bereżnyćkyj (prezes 1892–1895), Hryhorij Kuźma (prezes 1896–1912), Josif Onyszkewycz (prezes 1912–1918), ksiądz Lew Turkiewicz (wiceprezes 1892–1918), i Teofil Kormosz (II wiceprezes 1912–1918). Członkami Rady Nadzorczej byli: Anton Dolnickyj (1892–1909), Stepan Fedak (1892–1912), ksiądz Iwan Grobelski (1892–1918), Josyf Huryk (1892–1918), Iwan Kopacz (1909–1918), Teofil Kormosz (1892–1918), Mychajło Korol (1892–1918), Kost Łewycki (1892–1910), Wasyl Nahirnyj (1892–1898), Iwan Nehrebecki (1892–1905), Jewhen Ołesnycki (1892–1917), Josif Onyszkewycz (1892–1910), Stefan Onyszkewycz (1910–1918), Hryhorij Kuźma (1812–1918), Jehwen Ozarkewycz (1910–1918), Konstanty Pańkowski (1911–1918), ksiądz Miron Podoliński, Longin Rożankowskyj, Damian Sawczak, Szczęsny Sielski (do 1904), Roman Sosnowski (od 1912), Tytus Rewakowicz (1904–1912), Emil Sawicki (1892–1918), Teodor Stachiewicz (1892–1918), Wołodymyr Szuchewycz (1892–1915), Roman Załozieckyj (1906–1918). W 1917 roku wg sprawozdań w ciągu 25 lat działalności to Towarzystwo wystawiło blisko 4 mln polis, zebrało 41 mln koron składek oraz wypłaciło 21 mln koron odszkodowań.
Po pierwszej wojnie światowej, gdy Galicji Wschodnia weszła w skład państwa polskiego kontynuowano dotychczasową działalność. Firma pomyślnie rozwijała się także w latach dwudziestych i trzydziestych XX wieku pod przewodnictwem dyrektorów Stepana Fedaka i Jarosława Kotlonyuka  Pomimo pozbawienia przez władze polskie w 1935 koncesji na ubezpieczenie od ognia nieruchomości towarzystwo pozostało prężnie działającą instytucją. Kres jej istnienia przyniosła agresja ZSRR na Polskę w 1939 roku i rozwiązanie Towarzystwa przez władze sowieckie.

## Siedziba Towarzystwa
Siedziba Towarzystwa mieściła się we Lwowie, początkowo przy ulicy Wałowej 11, w nieistniejącym już dziś budynku a następnie w siedzibie stowarzyszenia Proswita przy Rynku 10. W 1905 zakupiono przy budynki na rogu ulic Podwalnej i Ruskiej i je rozebrano. W ich miejsce firma Iwana Lewyńskiego wybudowała docelową siedzibą "Dnistra". Prace budowlane nadzorował Filemon Levytskyi. Projekt elewacji wykonał polski architekt Tadeusz Obmiński, Okładzinę majolikową inspirowaną ludową sztuką ukraińską wykonał Oleksander Łuszpyński zaś elementy metalowe i kowalskie  Mychajło Stefaniwski. Budynek jest jednym z najlepszych przykładów połączenia secesji i ukraińskiego stylu narodowego. Ściany są bogato zdobione ozdobnymi sztukateriami, panelami z majoliki, kątowymi kratami i rzeźbionymi elementami drewnianymi, ma faliste poddasze, wysokie strome dachy, pierwotnie pokryte wzorami kolorowych płytek. Znajdowały się tu mieszkania dla pracowników i lokatorów (od strony ulicy Pidwalnej), duże sale teatralne i sportowe, w których działał teatr „Ruska Besida” i towarzystwo sportowe „Sokił-Batko”,